# 旧キャセリン・アンダーセン邸
旧キャセリン・アンダーセン邸（きゅうキャセリン・アンダーセンてい）は兵庫県神戸市中央区にある異人館。北野・山本地区の伝統的建造物。

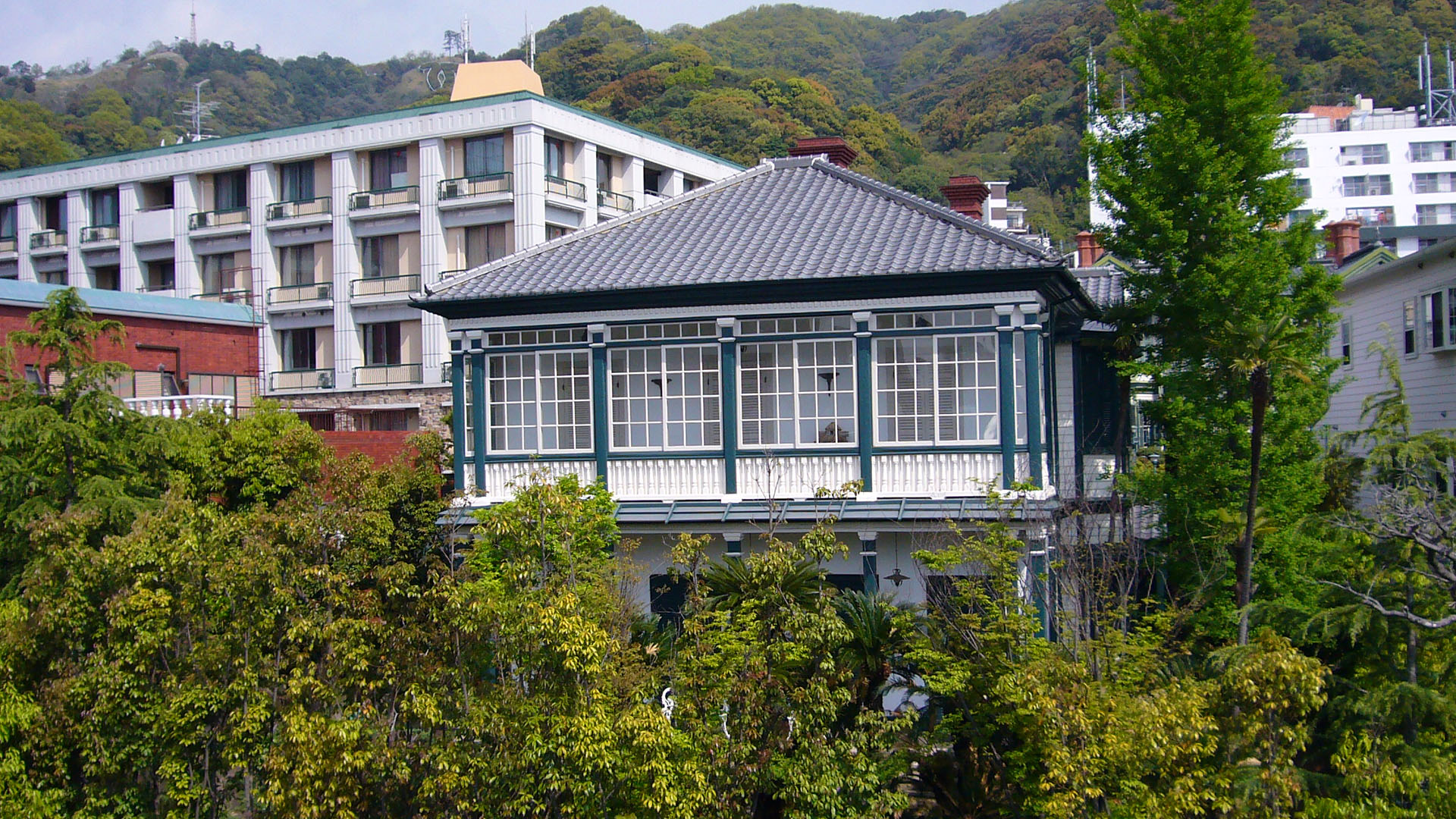
南側

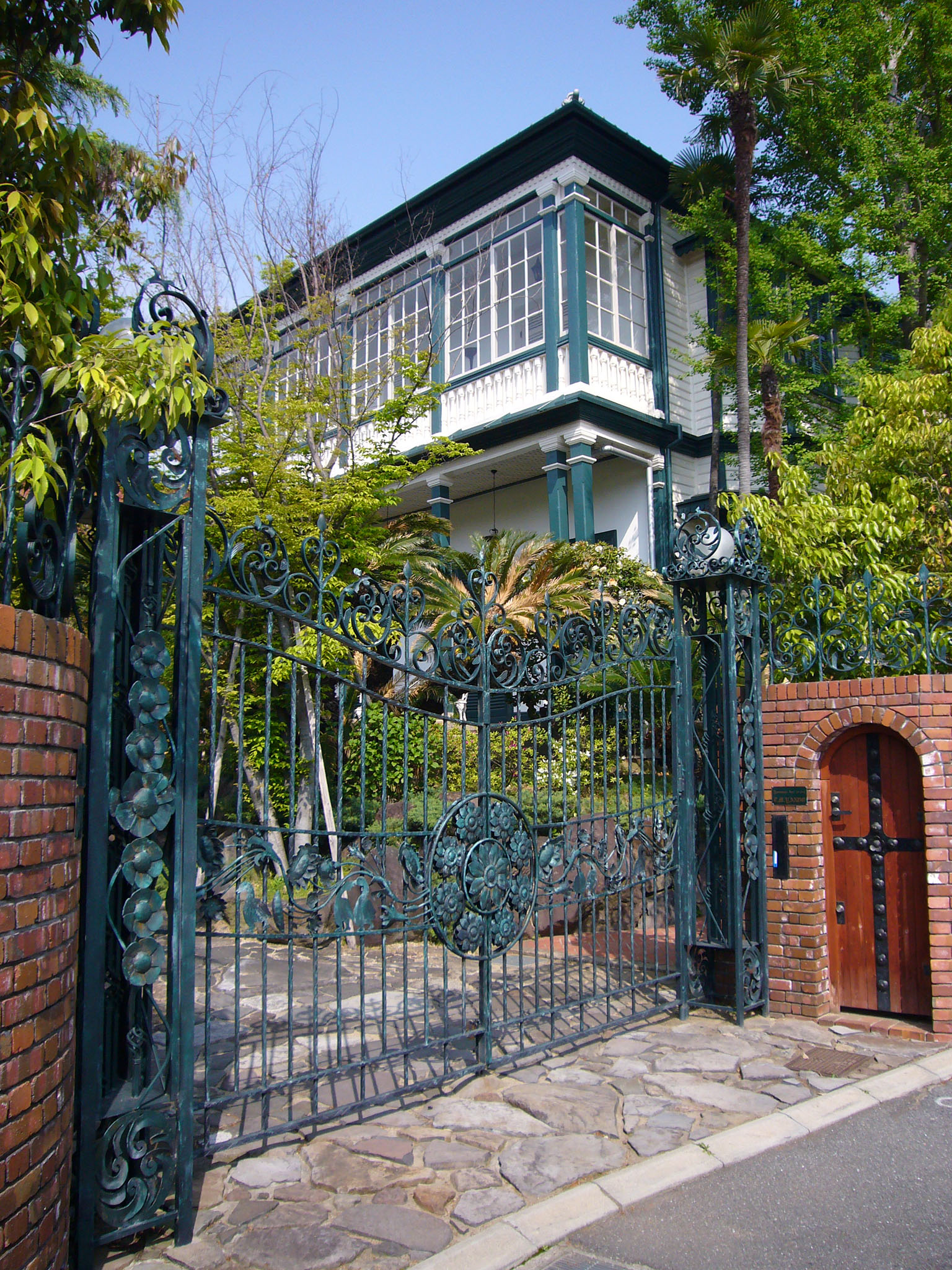
玄関

## 概要
館名は、かつて居住していたスウェーデン人女性"Catherine Andersen"に拠る。山本通に面する公開異人館シュウエケ邸の西側の路地を南側を下った裏通りに位置し、当邸も2000年1月まで「スエーデンの館」として公開されていたが、現在は非公開となっている。
敷地内には明治32年建築の主屋の他、庭園の西にセミナーハウスが増築されている。

## 建築概要
- 設計 - 不詳
- 竣工 - 明治32年（1899年）
- 構造 - 木造2階建、寄棟＋切妻、桟瓦葺、石造基礎、下見板張りオイルペンキ塗、上げ下げ窓よろい戸付、煙突煉瓦化粧積。
- 所在地 - 兵庫県神戸市中央区山本通3-5

## 交通アクセス
- 山陽新幹線　新神戸駅　徒歩10分
- JR 三ノ宮駅　徒歩15分
- 阪急　神戸三宮駅　徒歩15分
- 阪神　神戸三宮駅　徒歩15分
- 地下鉄山手線　三宮駅　徒歩15分
- 地下鉄海岸線　三宮・花時計前駅　徒歩15分
- ポートライナー 三宮駅　徒歩15分

## 周辺情報
- シュウエケ邸（北隣）
- 門邸（北西隣）
- 旧グラシアニ邸

座標: 北緯34度41分51.01秒 東経135度11分14.08秒 / 北緯34.6975028度 東経135.1872444度